# DeAndre Hopkins
DeAndre Hopkins (Central, Carolina del Sur, Estados Unidos, 6 de junio de 1992) es un jugador profesional de fútbol americano de la National Football League que actualmente juega para los Kansas City Chiefs, en la posición de wide receiver con el número 8.

## Carrera deportiva

### Houston Texans
Hopkins proviene de la Universidad Clemson y fue elegido en el Draft de la NFL de 2013, en la ronda número 1 con el puesto número 27 por el equipo Houston Texans. El 24 de julio de 2013, firmó un contrato con los Texans por cuatro años y $7.62 millones. Hopkins terminó su temporada como novato con 52 recepciones para 802 yardas recibidas y dos touchdowns.
En 2014, Hopkins fue el principal receptor de los Texans, registrando 76 recepciones para 1,210 yardas y seis touchdowns en 16 juegos como titular.
En 2015, Hopkins terminó la temporada con marcas personales en recepciones (111), yardas recibidas (1,521) y touchdowns (11), a pesar de jugar con cuatro mariscales de campo diferentes (Brian Hoyer, Ryan Mallett, T. J. Yates y Brandon Weeden). Obtuvo la primera nominación al Pro Bowl de su carrera y fue nombrado All-Pro del segundo equipo.
En 2016, Hopkins tuvo 78 recepciones para 954 yardas y cuatro touchdowns, sus totales más bajos desde su temporada de novato en 2013, en parte debido a la inconsistencia del mariscal de campo Brock Osweiler.
En 2017, Hopkins terminó la temporada con 96 recepciones para 1,378 yardas y 13 touchdowns, líder de la liga. Fue nombrado al Pro Bowl por segunda vez en su carrera y al primer equipo All-Pro.
En 2018, Hopkins terminó la temporada con 115 recepciones, el máximo de su carrera, para 1,572 yardas recibidas y 11 touchdowns. Terminó tercero en la liga en recepciones y segundo en yardas recibidas. Fue nombrado para su tercer Pro Bowl y por segunda ocasión al primer equipo All-Pro.
En 2019, Hopkins registró 104 recepciones para 1,165 yardas recibidas y siete touchdowns. Fue seleccionado a su cuarto Pro Bowl y por tercera ocasión consecutiva al primer equipo All-Pro.

### Arizona Cardinals
El 20 de marzo de 2020, Hopkins fue transferido a los Arizona Cardinals junto a una selección de cuarta ronda del Draft de la NFL de 2020, a cambio del running back David Johnson, una selección de segunda ronda del 2020 y una selección de cuarta ronda del 2021. El 8 de septiembre de 2020, Hopkins firmó una extensión de dos años y $54.5 millones con los Cardinals.
El 13 de septiembre de 2020, Hopkins debutó con los Cardinals ante los San Francisco 49ers, donde registró una marca personal de 14 recepciones para 151 yardas en la victoria por 24-20. El 19 de noviembre, se convirtió en el jugador más joven en alcanzar las 700 recepciones en su carrera, marca previamente mantenida por su compañero de equipo Larry Fitzgerald. Finalizó la temporada con 115 recepciones, 1,407 yardas y seis touchdowns, y fue seleccionado por quinta ocasión al Pro Bowl junto a sus compañeros Kyler Murray y Budda Baker. El 8 de enero de 2021 fue nombrado al segundo equipo All-Pro.
En 2021, Hopkins jugó en solo 10 encuentros debido a una lesión en el tendón de la corva y posteriormente un desgarre en el ligamento colateral tibial. Finalizó la temporada con 42 recepciones para 572 yardas y ocho touchdowns.
El 2 de mayo de 2022, la NFL anunció que Hopkins sería suspendido por los primeros seis juegos de la temporada por una violación de la política de drogas para mejorar el rendimiento.
En mayo de 2023, Hopkins fue liberado de su contrato después de haber criticado a la directiva de Arizona.

## Estadísticas generales
|  | Seleccionado al Pro Bowl |

| Año   | Equipo | Juegos | Juegos | Recepciones | Recepciones | Recepciones | Recepciones | Recepciones | Recepciones | Acarreos | Acarreos | Acarreos | Acarreos | Acarreos | Acarreos | Balones sueltos |
| Año   | Equipo | GP     | GS     | Rec         | Yds         | Avg         | Long        | TD          | 1D          | Att      | Yds      | Avg      | Long     | TD       | 1D       | Balones sueltos |
| ----- | ------ | ------ | ------ | ----------- | ----------- | ----------- | ----------- | ----------- | ----------- | -------- | -------- | -------- | -------- | -------- | -------- | --------------- |
| 2013  | HOU    | 16     | 16     | 52          | 802         | 15.4        | 66          | 2           | 38          | --       | --       | --       | --       | --       | --       | 1               |
| 2014  | HOU    | 16     | 16     | 76          | 1,210       | 15.9        | 76          | 6           | 57          | --       | --       | --       | --       | --       | --       | 2               |
| 2015  | HOU    | 16     | 16     | 111         | 1,521       | 13.7        | 61          | 11          | 83          | --       | --       | --       | --       | --       | --       | 1               |
| 2016  | HOU    | 16     | 16     | 78          | 954         | 12.2        | 51          | 4           | 57          | --       | --       | --       | --       | --       | --       | 0               |
| 2017  | HOU    | 16     | 16     | 96          | 1,378       | 14.4        | 72          | 13          | 69          | --       | --       | --       | --       | --       | --       | 1               |
| 2018  | HOU    | 16     | 16     | 115         | 1,572       | 13.7        | 49          | 11          | 82          | 1        | -7       | -7.4     | -7       | 0        | 0        | 2               |
| 2019  | HOU    | 15     | 15     | 104         | 1,165       | 11.2        | 43          | 7           | 68          | 2        | 18       | 9.0      | 12       | 0        | 2        | 0               |
| 2020  | ARI    | 16     | 16     | 115         | 1,407       | 12.2        | 60          | 6           | 75          | 1        | 1        | 1.0      | 1        | 0        | 0        | 3               |
| 2021  | ARI    | 10     | 10     | 42          | 572         | 13.6        | 55          | 8           | 32          | --       | --       | --       | --       | --       | --       | 0               |
| Total | Total  | 136    | 136    | 789         | 10581       | 13.4        | 76          | 68          | 560         | 4        | 12       | 3.0      | 12       | 0        | 2        | 10              |

Fuente: Pro-Football-Reference.com

## Vida personal
Hopkins es cristiano. Creció yendo a la iglesia con su madre y se bautizó un día después de una práctica en Clemson en 2012. Hopkins ha dicho: “Mi fe es una gran cosa para mí. Es una parte importante de mi vida ... ” y “ No importa lo difícil que pueda ser la vida, nunca puedes rendirte. Solo trabaja duro, vive bien y ten fe en el Señor ”.